# Anisothecium fontanum
Anisothecium fontanum är en bladmossart som beskrevs av Ryszard Ochyra 1999. Anisothecium fontanum ingår i släktet Anisothecium och familjen Dicranaceae. Inga underarter finns listade i Catalogue of Life.